# Syzygium cordemoyi
Syzygium cordemoyi är en myrtenväxtart som beskrevs av J.Bosser och Thérésien Cadet. Syzygium cordemoyi ingår i släktet Syzygium och familjen myrtenväxter.
Artens utbredningsområde är Réunion. Inga underarter finns listade i Catalogue of Life.